# سالوسولا
سالوسولا (به ایتالیایی: Salussola) یک کومونه در ایتالیا است که در استان بیه‌لا واقع شده‌است.

## خصوصیات
سالوسولا ۳۹٫۴ کیلومترمربع مساحت و ۲٬۰۷۹ نفر جمعیت دارد و ۲۸۹ متر بالاتر از سطح دریا واقع شده‌است.